# Château de la Garde
Pour les articles homonymes, voir Château de La Garde et Château de La Roche.
Le château de la Garde ou château de La Roche, est un antique château féodal situé sur la commune française d'Albaret-Sainte-Marie dans le département de la Lozère. Il est aujourd'hui en ruine et est difficilement accessible.

## Localisation
Le château est situé sur la commune d'Albaret-Sainte-Marie, au nord du département de la Lozère. Dominant la Truyère, il était ainsi un point de surveillance pour ses propriétaires, la baronnie d'Apchier, faisant face d'une part à la baronnie de Mercœur et de l'autre à l'Auvergne. Mercœur et Apchier étaient deux des huit baronnies du Gévaudan.

## Historique

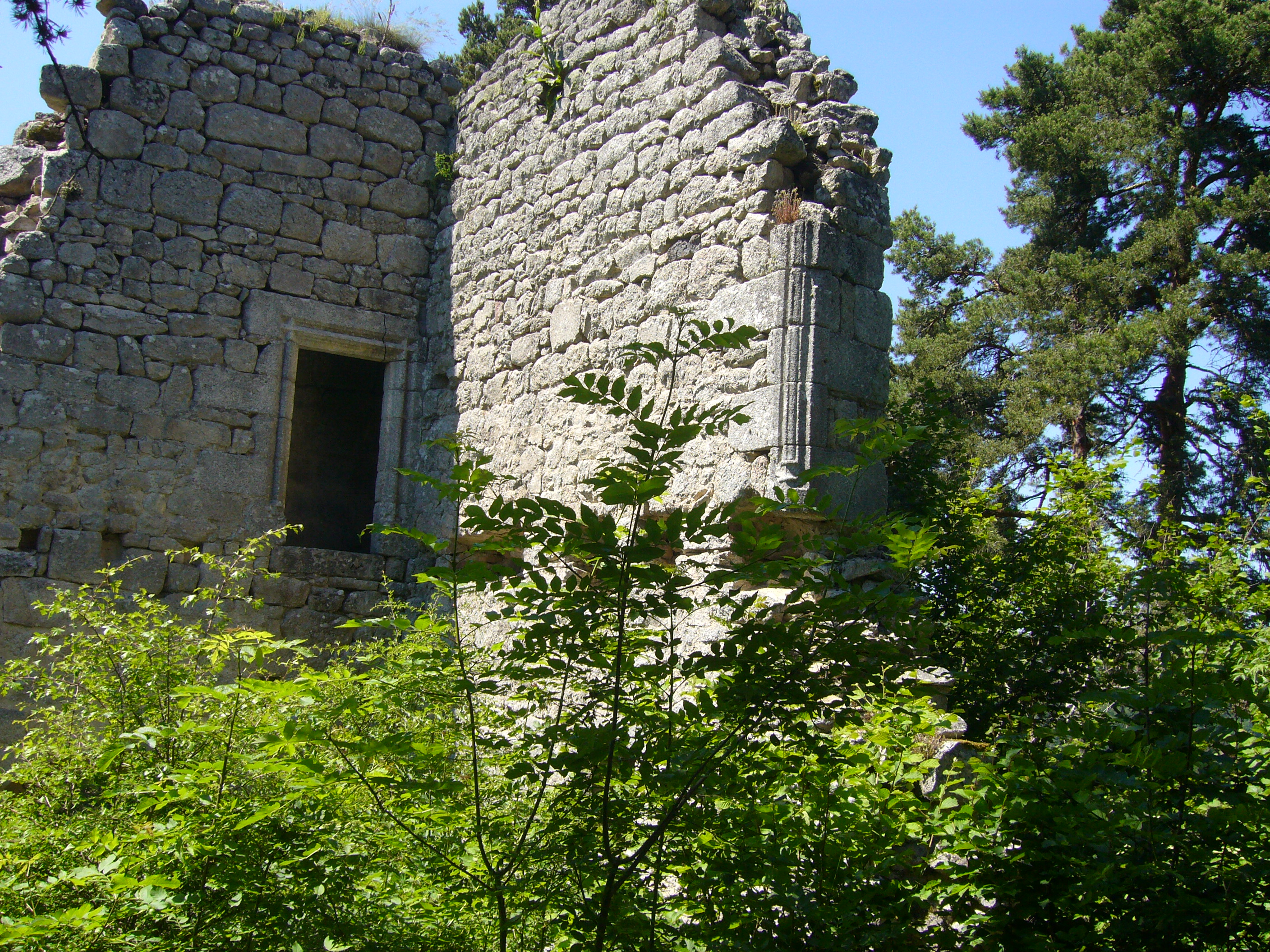
Détail intérieur.

Sa construction remonte vraisemblablement à la fin du XIVe siècle, le château ayant pour charge de protéger le château d'Apcher plus au sud.

## Description
Le château de la Garde construit probablement à la fin du XIVe siècle présente un mur-bouclier en pierres à bosse épais de 2,40 m, et, chose rare, qui n'est précédé par aucun fossé à l'avant.